# Eleonora Magdalena von Pfalz-Neuburg
Eleonora Magdalena von Pfalz-Neuburg, niem. Eleonore Magdalene von Pfalz-Neuburg. (ur. 6 stycznia 1655 w Düsseldorfie, zm. 19 stycznia 1720 w Wiedniu) – księżniczka palatyńska, cesarzowa rzymsko-niemiecka, królowa Czech i Węgier z dynastii Wittelsbachów.

## Życiorys
Była najstarszą córką elektora palatyna Renu Filipa Wilhelma Wittelsbacha, oraz jego żony Elżbiety Amalii, córki landgrafa Hessen-Darmstadt Jerzego II. Eleonora Magdalena miała szóstkę sióstr i braci. Jej młodszymi siostrami były m.in. Maria Zofia – królowa Portugalii jako żona Piotra II Spokojnego, Maria Anna – królowa Hiszpanii jako żona Karola II Habsburga, i Jadwiga Elżbieta Sobieska – synowa króla Jana III Sobieskiego.

## Małżeństwo i potomstwo
14 grudnia 1676 r. poślubiła cesarza Leopolda I Habsburga (1640–1705), syna cesarza Ferdynanda III i Marii Anny, córki króla Hiszpanii Filipa III Habsburga. Jego dwie pierwsze żony, nie dały mu następcy tronu, więc od Eleonory Magdaleny wiele się spodziewano. Para miała ostatecznie 11 dzieci, w tym 2 przyszłych cesarzy:
- Józef I (26 lipca 1678 – 17 kwietnia 1711), cesarz rzymsko-niemiecki
- Krystyna (ur. i zm. 18 czerwca 1679)
- Maria Elżbieta (13 grudnia 1680 – 26 sierpnia 1741), namiestniczka austriackich Niderlandów
- Leopold Józef (2 czerwca 1682 – 3 sierpnia 1684)
- Maria Anna (7 września 1683 – 14 sierpnia 1754), żona króla Portugalii Jana V Wielkodusznego
- Maria Teresa (22 sierpnia 1684 – 28 września 1696)
- Karol VI (1 października 1685 – 20 października 1740), cesarz rzymsko-niemiecki
- Maria Antonina (1686–1692)
- Maria Józefa (6 marca 1687 – 14 kwietnia 1703)
- Maria Magdalena (26 marca 1689 – 1 maja 1743)
- Maria Małgorzata (22 lipca 1690 – 22 kwietnia 1691)

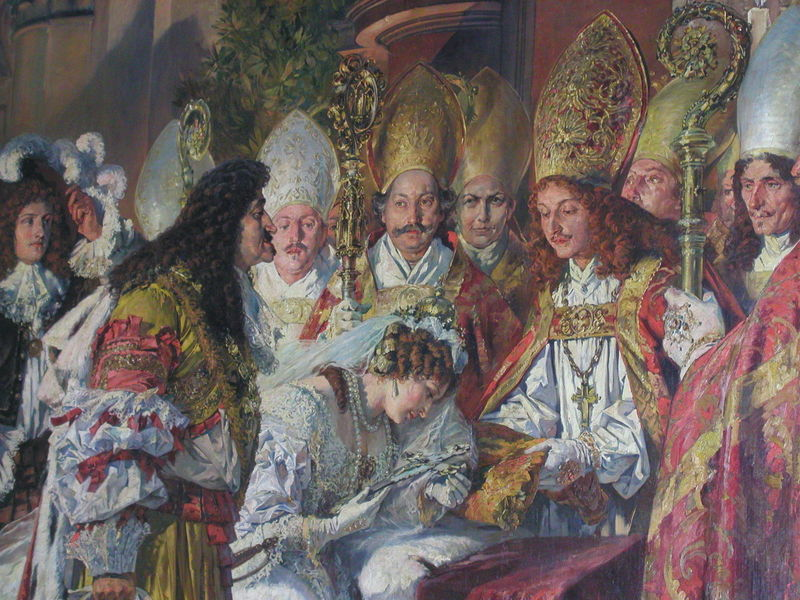
Ślub Eleonory Magdaleny i Leopolda I